# Бобоїдово
Бобої́дово (рос. Бобоедово, ерз. Бобоедово) — селище у складі Атяшевського району Мордовії, Росія. Входить до складу Атяшевського сільського поселення.

## Населення
Населення — 2 особи (2010; 4 у 2002).
Національний склад (станом на 2002 рік):
- росіяни — 100 %